# Das Volk (1859)
Das Volk war eine Londoner Zeitschrift des Deutschen Arbeiterbildungsvereins in London. Die Zeitung erschien vom 7. Mai 1859 bis zum 20. August 1859. Die Zeitung wurde von Fidelio Hollinger gedruckt.

## Gründung
Das Volk wurde als offizielles Organ des Londoner Arbeiter Bildungsvereins unter der Redaktion von Elard Biskamp gegründet. Am 11. Mai 1859 besuchte Biskamp, der von Wilhelm Liebknecht eingeführt worden war, Karl Marx und bat ihn um Mitarbeit. Marx versprach für die Zeitung zu werben und erklärte sich bereit, seine für die New York Daily Tribune geschriebenen Artikel der Zeitung zur Verfügung zu stellen. Auf Vorschlag von Marx erschien am 14. Mai, in der zweiten Nummer der Zeitung, eine anonyme Notiz über Friedrich Engels’ Broschüre Po und Rhein. Expedient der Zeitung war Friedrich Leßner. Am 11. Juni 1859 meldet die Zeitung, „daß Karl Marx, Friedrich Engels, Ferdinand Freiligrath, W. Wolff, H. Heise und somit die bedeutendsten literarischen Kräfte unserer Partei entschlossen sind, dem ‚Volk‘ ihre Unterstützung zu gewähren“. Am 4. Juni (Nr. 5) wurde ein Teil des Vorwortes von Marx’ Schrift „Zur Kritik der politischen Ökonomie“ abgedruckt.

## Aufbau der Ausgaben
Jede Ausgabe hatte vier Seiten. Neben Artikeln gab es „Correspondenzen“, eine „Politische Rundschau“, ein „Feuilleton“ und fast eine ganze Seite mit vorwiegend gewerblichen Anzeigen. Außerdem wurden „Vereins-Nachrichten“ publiziert. Ab Nummer zwei wurde von „G. G.“ der Fortsetzungsroman „Die drei Qualen meines Herzens“ veröffentlicht.

## Mitarbeit von Marx und Engels
Schwerpunkt der Mitarbeit von Marx und Engels war der Italienische Krieg 1859 und die Affäre um Carl Vogt, die Marx in seinem Buch Herr Vogt ausführlich schilderte. Dabei ging es darum, wie sich die deutschen Arbeiter zu diesem Krieg und zur möglichen Einflussnahme von Napoleon III. auf Carl Vogt verhalten sollten. Dabei spielte das Flugblatt „Zur Warung“ eine wesentliche Rolle.

## Einstellung
Am 11. August 1859 bat Fidelio Hollinger Marx um die Bezahlung der Rechnung für die Nummern 13 bis 15 der Zeitung. Am 22. August und am 5. September 1859 stellte er Marx weitere Rechnungen. Ende September 1859 verklagte Hollinger Marx auf Zahlung der offenen Beträge. Marx bezeichnete Hollinger in einem Brief an Friedrich Engels als „Schweinehund“, weil Hollinger Marx zum „Eigentümer“ des Volks erklärt hatte.

## Liste der Beiträger
- Johann Philipp Becker[15]
- Elard Biskamp[16]
- Karl Blind[17]
- Stephan Born[18]
- Pierre Dupont[19][20]
- Friedrich Engels
- Georg Herwegh[21]
- Karl Marx
- Gottfried Kinkel[22]
- Wilhelm Liebknecht[23][24]
- Andreas Scherzer[25][26]
- Carl Heinrich Schnauffer[27][28]

## Drucke
- Das Volk. Londoner Wochenzeitung. Unveränderter Nachdruck mit einer Einleitung und einer Bibliographie der Publikationen von Marx und Engels im „Volk“ von Richard Sperl. 7. Mai 1859 – 20. August 1859. Zentralantiquariat der Deutschen Demokratischen Republik, Leipzig 1972.